# Play ’n’ the Game
Play 'N' the Game – album studyjny szkockiej grupy rockowej Nazareth, wydany w 1977 roku.

## Lista utworów
| 1.  | „Somebody to Roll” (Agnew, Charlton, McCafferty, Sweet)                     | 3:55  |
|     |                                                                             |       |
| 2.  | „Down Home Girl” (Butler, Leiber)                                           | 5:04  |
|     |                                                                             |       |
| 3.  | „Flying” (Agnew, Charlton, McCafferty, Sweet)                               | 4:20  |
|     |                                                                             |       |
| 4.  | „Waiting for the Man” (Agnew, Charlton, McCafferty, Sweet)                  | 4:53  |
|     |                                                                             |       |
| 5.  | „Born to Love” (Agnew, Charlton, McCafferty, Sweet)                         | 3:58  |
|     |                                                                             |       |
| 6.  | „I Want to (Do Everything for You)” (Tex)                                   | 4:18  |
|     |                                                                             |       |
| 7.  | „I Don't Want to Go on Without You” (Berns, Wexler)                         | 3:46  |
|     |                                                                             |       |
| 8.  | „Wild Honey” (Love, Wilson)                                                 | 3:04  |
|     |                                                                             |       |
| 9.  | „L.A. Girls” (Agnew, Charlton, McCafferty, Sweet)                           | 3:52  |
|     |                                                                             |       |
| 10. | „Good Love” (Agnew, Charlton, McCafferty, Sweet)                            | 3:51  |
|     |                                                                             |       |
| 11. | „I Don't Want to Go on Without You” [Alternate Edit] (Berns Wexler)         | 3:23  |
|     |                                                                             |       |
| 12. | „Waiting for the Man” [Alternate Edit] (Agnew, Charlton, McCafferty, Sweet) | 6:12  |
|     |                                                                             |       |
| 13. | „Somebody to Roll” [Edit] (Agnew, Charlton, McCafferty, Sweet)              | 3:30  |
|     |                                                                             |       |
| 14. | „Born to Love” [Edited Version] (Agnew, Charlton, McCafferty, Sweet)        | 3:33  |
|     |                                                                             |       |
|     |                                                                             | 57:39 |
|     |                                                                             |       |

## Wykonawcy
- Dan McCafferty – wokal.
- Darrell Sweet – perkusja.
- Pete Agnew – bas, gitara, pianino.
- Manny Charlton – gitara.